# Festival Intercèltic d'An Oriant

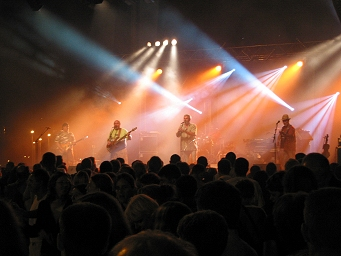
Imatge del festival

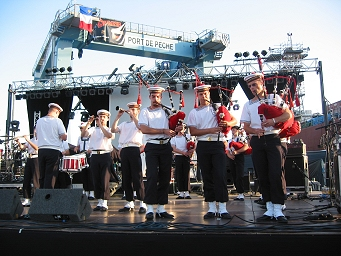
Una actuació del festival

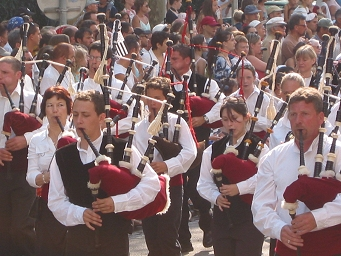
Actuació de gaiters

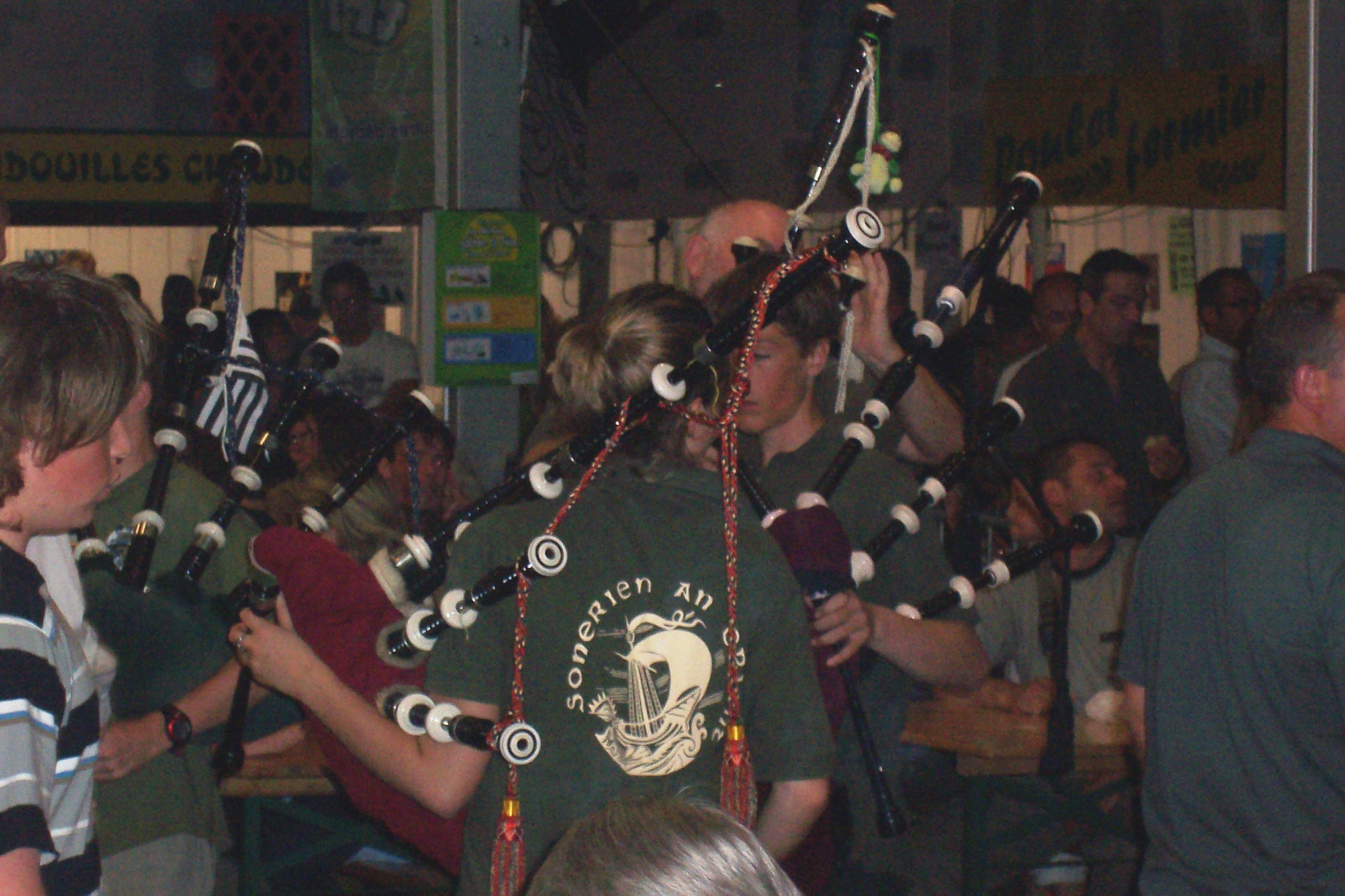
Músics a punt de tocar enmig del públic

El Festival Intercèltic d'An Oriant (bretó Gouelioù Etrekeltiek An Oriant) és un festival de música cèltica que se celebra a An Oriant (Bretanya). El festival és un punt de trobada de les regions cèltiques, en el qual s'hi troben la cultura, música i tradicions dels diferents països i regions participants. Es desenvolupa en els primers dies d'agost i és el major esdeveniment d'aquestes característiques al món amb una durada de deu dies.
Es va celebrar per primer cop el 1971 sent el pioner de molts altres festivals com el d'Avilés. Les regions participants són: Irlanda (Eire), Escòcia (Alba), Bretanya (Breizh), Gal·les (Cymru), illa de Man (Mannin), Cornualla (Kernow), Austràlia, Galícia (Galiza) i Astúries (Asturies). Des de l'any 2000, anomenat Any del món cèltic s'han afegit representacions de països amb emigració de les regions cèltiques com EUA, Austràlia, Nova Zelanda, Argentina, Mèxic, i fins i tot Romania i Itàlia.
Una particularitat del festival és que cada any està dedicat a una regió cèltica del món, i el 2007 fou l'any d'Escòcia. Altres regions a les quals va estar dedicat foren en 2006 Austràlia i en 2005 Irlanda. L'any 2007 ha rebut el VI Premi de la Fundació de la Sidra. El director artístic del festival és des de 2007 Lisardo Lombardía, que va substituir Jean Pierre Pichard, creador del festival.

## Escenaris
El festival té diversos escenaris principals però es tracta d'una manifestació també rondaire. Durant els dies que dura el festival la ciutat sencera es torna un escenari, ja que és fàcil veure per diferents llocs als grups actuant ja sigui en la zona de les botigues regionals, el carrer o en bars. Per als esdeveniments més formals s'utilitza el Palais de Congrès, Grand Théâtre o Eglise Saint Louis Per als esdeveniments més multitudinaris s'utilitza el Parc de Moustoir, estadi de futbol del Lorient F.C. amb una capacitat de 10.000 espectadors. El Port de Pêche (Porzh Pesketa) és la zona del port i és altre dels escenaris utilitzats. En total es munten al voltant de vint escenaris arreu de la ciutat.

## Esdeveniments
El festival el componen 4.500 artistes cantants, ballarins, artistes plàstics, universitaris i cineastes, d'Escòcia, Irlanda, País de Gal·les, Cornualla, Illa de Man, Galícia, Astúries, Bretanya, EUA, Canadà, Austràlia, etc. amb un total de 650.000 visitants.
- Cotriade (Kaoteriad) és el començament del festival, consisteix en un menjar de peix cuit a l'estil bretó que se celebra al Port de Pêche. Aquest menjar és acompanyada per música tradicional marina bretona.
- Nuits Magiques se celebra a l'estadi de la ciutat. Els grups van sortint a l'escenari del centre fent una petita funció, acabant la nit tots junts en l'escenari del centre de l'estadi havent focs artificials.
- La Gran Parada de les nacions cèltiques és una desfilada que s'efectua pels carrers del poble en la qual els grups de música i ball desfilen pels carrers amb els seus vestits típics. Se celebra el diumenge al matí i participen uns 3.500 músics, cantants, bandes de gaites i grups de ball.
- Campionat nacional de Bagadoú, es tracta de les finals i tenen lloc en el Parc de Moustoir durant el primer cap de setmana del festival. Es tracta d'una competició entra bandes de gaites bretones.
- Durant tots els matins del festival es fan classes d'arpa, acordió, gaites, etc.
- Durant les tarda s'efectuen centenars d'actuacions de música tradicional, folk o ball.
- La Nuit de Port de Pêche, l'últim dissabte del festival és una gran representació de música de Bretanya tant tradicional com moderna.
- Marché Interceltique (Marc'had Etrekeltiek), és el mercat que durant tot el festival se celebra en la ciutat i en la qual es venen objectes tradicionals de cada zona com pot ser beguda, música, menjar, roba, llibres, etc.
- En aquest esdeveniment s'atorga el premi Macallan, ara anomenat Maccrimmon, considerat com el premi Nobel de la gaita en gaites gallegues i asturianes.

## Artistes
Entre els participants, destaquen artistes com Carlos Núñez, Annie Ebrel, Denez Prigent, Gilles Servat, Tri Yann, Capercaillie, Yann Tiersen, Karen Matheson, I Muvrini, The Waterboys o Alan Stivell, Sinéad O'Connor, Loreena McKennitt, Goran Bregovic, The Cranberries, o Luz Casal i Hevia, que van actuar en 2011.